# マーメイドパレス
マーメイドパレスは、愛知県安城市和泉町大下23番地1にある、愛知県安城市のレジャープール。正式名称は安城市レジャープールである。

## 概要
安城市環境クリーンセンターのごみ焼却施設の余熱を利用した温水レジャープールで、1999年（平成11年）7月24日に開業した。
かつて「日本デンマーク」と呼ばれた安城市にふさわしく、デンマークにゆかりの深いアンデルセン物語の「人魚姫」をイメージした、「マーメイドちゃん」がマスコットキャラクターとして、プールのいたるところに装飾されている。 また、愛称の「マーメイドパレス」は市民公募の結果、人魚姫が住む王宮という意味を込められて決定された。
公共施設であるため、流水プールやウォータースライダーなど充実した設備ながらも低料金であることから、家族連れなどにも人気のプールである。

## 主な出来事
- 2009年（平成21年）8月23日には、利用者が200万人を達成した。
- 2006年（平成18年）4月1日より、指定管理者として株式会社愛知スイミングが運営を行っている。
- 2021年（令和3年）4月1日より、指定管理者としてTAC・テルウェル共同事業体が運営を行っている。

## 施設
プールは主に屋内にあり、1年を通して利用することができる。夏期は流水プールが屋外につながるようになっている。
また、トレーニングルームが設置されている。
-プール-
- 25mプール
- 造波プール
- 屋内流水プール
- 屋外流水プール
- スライダー
- 幼児スライダー
- 幼児プール
- リハビリプール
- ジャグジー

-トレーニングルーム-
- トレッドミル
- ステアマスター・クライマー

- リカンベルトバイク
- チェストプレス
- ラットプル　〜など

## 開館時間
プール（6月～9月）
- 平日：午後1時～午後9時
- 土日祝：午前10時～午後9時
- 夏休み：午前10時～午後9時

プール（10月～5月）
- 平日：午後1時～午後8時
- 土日祝：午前10時～午後8時

トレーニングルーム
- 午前10時～午後9時

## 休館日
- 月曜日（祝日の場合は営業）
- 年末年始
- メンテナンス日（6月は5日間、10月は20日間程度）

## 利用料金
プール
| 大人（高校生以上）         | 510円 |
| 小人（中学生以下）         | 200円 |
| 障がい者大人（高校生以上） | 250円 |
| 障がい者小人（中学生以下） | 100円 |
| 高齢者（満65歳以上）       | 400円 |
| 団体大人（20名以上）       | 410円 |
| 団体小人（20名以上）       | 160円 |

トレーニングルーム

| 大人（高校生以上）         | 200円 |
| 障がい者大人（高校生以上） | 100円 |
| 高齢者（満65歳以上）       | 160円 |

ICカード型前払い式利用券

チャージ器l販売額
| 2,000円  | 1,800円  |
| 5,000円  | 4,500円  |
| 15,000円 | 10,500円 |

## イベント
- こどもの日のこども無料開放（5月3～5日）
- 敬老の日の高齢者無料開放（65歳以上）
- その他のイベント等

## アクセス
- JR東海道本線 安城駅より車で約20分。
- 名鉄名古屋本線 新安城駅より車で約30分。
- あんくるバス（市内循環バス）南部線「マーメイドパレス」バス停下車。
- 国道23号（知立バイパス）和泉インターより南へ約5分。
- 安城市レジャープールバス

## 周辺
- 安城産業文化公園デンパーク
- 道の駅デンパーク安城
- 丈山苑
- 堀内公園